# Upplands runinskrifter 353

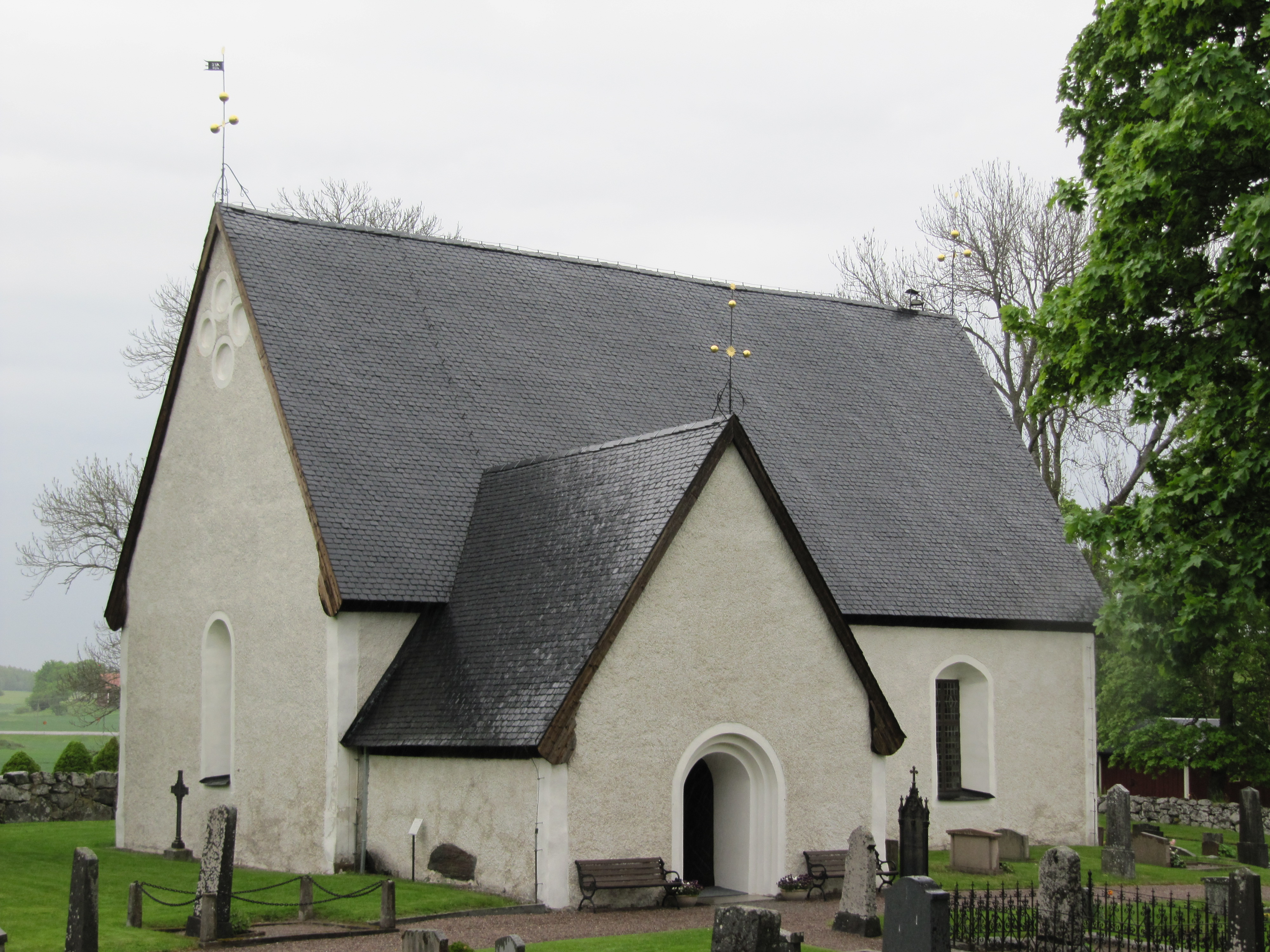
Lunda kyrka. U 353 syns till vänster om ingången, inmurad i vapenhusets vägg.

Upplands runinskrifter 353 är en vikingatida runsten av mörk skiffer i Lunda kyrka, Lunda socken och Sigtuna kommun. Runstenen är 1,55 meter hög, drygt en halv meter bred på mitten med smalare bas och topp. Runhöjden är 7,5-9 centimeter. Runstenen är inmurad på utsidan av vapenhusets västra sida.

## Inskriften
Translitterering av runraden:
suni · riti · stan · ok| |kiarþi · bro ·· eftiʀ · sihbiarn · ak · þiahn suni · risti ·
Normalisering till runsvenska:
Suni retti stæin ok gærði bro æftiʀ Sigbiorn ok Þiægn. Suni risti.
Översättning till nusvenska:
Sune reste stenen och gjorde bron efter Sigbjörn och Tjägn. Sune ristade.
Ristningen är enkel och är inte utförd av en yrkesman. Sune har både rest och ristat stenen till minne av sina båda fränder. Såsom ristare finnes Sune inte omtalad i någon annan inskrift.